# Сегезький ВТТ
Сегезький ВТТ (рос. СЕГЕЖСКИЙ ИТЛ, Сегежлаг) — підрозділ, що діяв у структурі виправно-трудових таборів СРСР з 21.10.39 по 28.06.41.

## Підпорядкування і дислокація
- ГУЛАГ с 21.10.39;
- ГУЛПС (Головне Упр. таборів лісової промисловості) с 26.02.41.

Дислокація: ст. Сегежа Кіровської залізниці (Карело-Фінська РСР)

## Виконувані роботи
- буд-во Сегезького лісопаперохімкомбінату,
- буд-во Сегезького гідролізного з-ду з 16.11.40,
- буд-во Кондопозького сульфітно-спиртового з-ду з 19.03.41,
- обслуговування першої черги лісохімічного паперового комбінату, лісопильного, пінобетонного, бетонного, асфальтового з-дів, з-ду бетонних виробів,
- буд-во залізниць і ґрунтових доріг, житлових і побутових об'єктів,
- с/г роботи.

## Чисельність з/к
- 01.01.40 — 7951,
- 01.01.41 — 6785,
- 01.07.41 — 7724